# نوكلياز داخلي
نوكلياز داخلي أو إندونيوكلييز (بالإنجليزية: Endonuclease)‏ هي مجموعة من الانزيمات التي تلتصق مع اجزاءمن سلسلة الفسفودیستر ضمن سلسلة النوكليوتيد . هناك عدد قليل من الطبقات الكبيرة من النوكلياز الداخلية تلتصق فقط في تسلسل النوكليوتيدات المحددة (مثل نوكليازات الاقتطاع الداخلية التي تعتبر حيوية في مجال التكنولوجيا الحيوية). كما هناك نوكليازات إنزيمات الاقتطاع ، وعادة ما تسمى إنزيمات الاقتطاع . نوكلياز داخلي يتواجد في البكتيريا والعتائق(archea) أن يتعرف على تسلسل الحمض النووي محددة. ويطلق على تسلسل النوكليوتيدات المعترف بها للانشقاق عن طريق إنزيمات الاقتطاع موقع الاقتطاع وغالبا ما تستخدم هذه الإنزيمات في الهندسة الوراثية لجعل الحمض النووي المؤتلف لتقديم داخل البكتيرية، والنبات، أو الخلايا الحيوانية، وكذلك في البيولوجيا التركيبية.

## االفئات
هناك ثلاث فئات من نوكليازات الاقتطاع الداخلية التي تسهم نسبيا إلى انشقاقات متوالية محددة. أنواع الأول والثالث هي مجموعة متعدد الوحيدات الكبيرة (multisubunit )و التي تشمل كلا من نوكلياز داخلية و ناقل المثيل . النوع الأول يستطيع أن يلتصق في مواقع عشوائية من حوالي 1000 زوج من القواعد أو أكثر من تسلسل الاعتراف(recognition sequence) و يتطلب أدينوسين ثلاثي الفوسفات(ATP ) كمصدر للطاقة. والنوع الثاني يتصرف بشكل مختلف قليلا وعزل لأول مرة من قبل هاميلتون سميث في عام 1970. ويعتبر أبسط من الإصدارات النوكلياز الداخلية ويتطلب أي أدينوسين ثلاثي الفوسفات(ATP ) في عمليات تدهورها. بعض الأمثلة على النوع الثاني من نوكليازات الاقتطاع الداخلية تشمل BamHI، EcoRI، EcoRV، وHaelll. والنوع الثالث، ومع ذلك، يشق الحمض النووي في حوالي 25 زوجا من قاعدة تسلسل الاعتراف ويتطلب أيضاأدينوسين ثلاثي الفوسفات(ATP ) في هذه العملية.:72-73

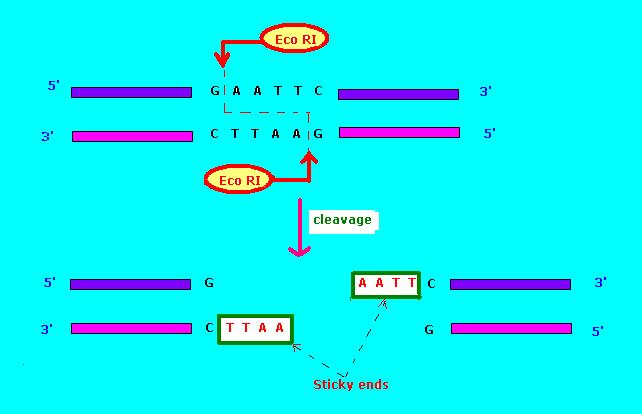
إنزيم الاقتطاع ايكو RI

## DNaseI
خفض هذه الإنزيمات في الحمض النووي المزدوجة هي أجزاء فقط. تزال أثناء عملية تنقية الحمض النووي الرنا (RNA) ، وتحديد المناطق النشطة في ا لونين الذي يستخدم للنسخ.

## نوكلياز S1
تنتمي إلى إنزيمات الرشاشيات اریزا تقوم بتحليل الهجينة المستمدة من RNA / DNA لتحديد ال إنترون ، وخلق جزيئات الحمض النووي المزدوج. في بعض الحالات يتم استخدامه انزيم S1 نوكلياز في الأعمال الأكثر تحديدا.

## Nykaz
هذا النوع من الانزيمات هي جزيئات الحمض النووي المزدوج يتم تصنيعها في عاثية X174 ويستخدم في الحمض النووي.

## نوكلياز P1
هي انزيمات متواجدة بكتيريا [ [بنسيليوم کريزوزنوم ] و يتم من خلالها الحصول على جميع أنواع الأحماض النووية، مثل التخفيضات. هذا الانزيم في تجارب مختلفة مثل [ [ الكهربائي ]] مع هذه الخطوة ( EMSA ) يستخدم.

## RNaseA
هذا الانزيم مستمدة من البنكرياس البقري والنشاط نوكلياز داخلية على جزيئات الذين تقطعت بهم السبل واحدة من الحمض النووي الريبي المزدوج. لإزالة الحمض النووي الريبي DNA في الكشف عن الطفرات ونقطة في جزيء الرنا المرسال التابلويد يستخدم.

## RNaseH
فروع RNA انزيم التي تشكل الهجينة مع الحمض النووي (RNA / DNA) هي فواصل. تطبيق [كدنا] ، وتحديد الهجينة RNA / DNA هو.

## ريبونوكلياز ONE
فقط جزيئات الحمض النووي الريبي الذين تقطعت بهم السبل واحد من انزيم القطع وتسلسل الحمض النووي الريبي، وحماية Rybvklyaz الاختبار، وتحديد مجالات عدم الهجينة التكميلية تطبيقات DNA / RNA .

## إنزيمات نوكلياز داخلية سديلة
النوكلياز الداخلية السديلة (FENs، تُعرف أيضًا باسم 5' nucleases في المراجع القديمة) Flap endonuclease هي فئة من الإنزيمات الحالّة النووية التي تعمل الاتجاهية (البيولوجيا الجزيئية) 5'-3' نوكلياز خارجية ونوكلياز داخلية محددة البنية على بنى الحمض الريبي النووي المنزوع الأكسجين المخصصة التي تحدث أثناء العمليات البيولوجية لتكرار الحمض الريبي النووي المنزوع الأكسجين وإصلاح الحمض الريبي النووي المنزوع الأكسجين وإعادة تركيب الحمض الريبي النووي المنزوع الأكسجين. وتم تحديد النوكلياز الداخلية السديلة في حقيقيات النوى وبدائيات النوى والعتائق وبعض الفيروسات. يمكن أن يكون لدى الكائنات الحية أكثر من نديد نوكلياز داخلية سديلة واحد، وهذه الزيادة قد تعطي مؤشرًا على أهمية هذه الإنزيمات. في بدائيات النوى، يوجد إنزيم النوكلياز الداخلية السديلة كنطاق N-نهائي خاص لدنا بوليميريز I، إلا أن بعض بدائيات النوى تظهر لترميز نديد ثانٍ.
وقد تم تحديد نشاط النوكلياز الداخلية مبدئيًا من خلال التأثير على ثنائي الحمض الريبي النووي المنزوع الأكسجين الذي يتمتع بطفافة 5' أحادية الطاق على إحدى الطاقين (الذي يُشار إليه اصطلاحًا باسم "سديلة 5'"، وبالتالي تم اشتقاق اسم النوكلياز الداخلية السديلة. تعمل النوكلياز الداخلية السديلة على تحفيز الانقسام الحلمهي لرابط الاسترات الفوسفورية عند ملتقى الحمض الريبي النووي المنزوع الأكسجين أحادي الطاق وثنائي الطاق. كذلك تعمل النوكلياز الداخلية السديلة كنوكلياز خارجية 5'-3' على نهاية 5' الخاص بطاق السديلة وعلى ركائز الحمض النووي الريبي المنزوع الأكسجين ركيزة (الكيمياء الحيوية)| ’المحزز‘.
وتشير بيانات نماذج بنية البروتينات القائمة على مبحث البلورات بالأشعة السينية أن النوكلياز الداخلية السديلة تتمتع بقوس مرن ينشأ بفعل اثنين من حلزون α-helice الذي يمكن من خلالهما للجديلة 5' الأحادية الخاصة ببنية السديلة 5' أن تحدث سنونًا.
وتم استخدام النوكلياز الداخلية السديلة في التقانة الحيوية، على سبيل المثال مقايسة Taqman تفاعل البوليميراز المتسلسل  ومقايسة تعدد أشكال النوكليوتيد المفرد (SNP) الخاصة بـ Invader.

## وصلات اضافية
http://www.thefreedictionary.com/endonuclease
https://www.neb.com/products/m0302-t7-endonuclease-i